# Ginnastica ai Giochi della XXIX Olimpiade - Trampolino maschile
La gara si è disputata il 16 e il 19 agosto al Beijing National Indoor Stadium e ha visto la partecipazione di 16 atleti. Si è svolto un turno con esercizi obbligatori e uno con esercizi a scelta; i primi 8 hanno effettuato la finale.

## Qualificazioni
| Posiz | Ginnasta                   | Obbligatorio | Personale | Penalità | Totale | Note |
| ----- | -------------------------- | ------------ | --------- | -------- | ------ | ---- |
| 1     | Lu Chunlong Cina           | 31.20        | 41.20     |          | 72.40  | Q    |
| 2     | Dong Dong Cina             | 31.00        | 40.70     |          | 71.70  | Q    |
| 3     | Dmitry Ushakov Russia      | 30.80        | 40.70     |          | 71.50  | Q    |
| 4     | Yuriy Nikitin Ucraina      | 30.60        | 40.10     |          | 70.70  | Q    |
| 5     | Tetsuya Sotomura Giappone  | 29.60        | 40.70     |          | 70.30  | Q    |
| 6     | Alexander Rusakov Russia   | 29.90        | 40.00     |          | 69.90  | Q    |
| 7     | Jason Burnett Canada       | 28.50        | 41.20     |          | 69.70  | Q    |
| 8     | Mikalai Kazak Bielorussia  | 30.30        | 39.40     |          | 69.70  | Q    |
| 9     | Yasuhiro Ueyama Giappone   | 29.9         | 39.3      |          | 69.2   | R T  |
| 10    | Peter Jensen Danimarca     | 30.5         | 38.7      |          | 69.2   | R T  |
| 11    | Diogo Ganchinho Portogallo | 29.8         | 39.3      |          | 69.1   |      |
| 12    | Gregoire Pennes Francia    | 30.0         | 38.7      |          | 68.7   |      |
| 13    | Ben Wilden Australia       | 28.1         | 39.0      |          | 67.1   |      |
| 14    | Flavio Cannone Italia      | 29.0         | 37.5      |          | 66.5   |      |
| 15    | Chris Estrada Stati Uniti  | 28.5         | 37.4      |          | 65.9   |      |
| 16    | Henrik Stehlik Germania    | 30.9         | 33.7      |          | 64.6   |      |

## Finale
| Posiz | Ginnasta                  | J1  | J2  | J3  | J4  | J5  | Difficoltà | Penalità | Totale |
| ----- | ------------------------- | --- | --- | --- | --- | --- | ---------- | -------- | ------ |
|       | Lu Chunlong Cina          | 8.3 | 8.2 | 8.1 | 8.3 | 8.3 | 16.2       |          | 41.00  |
|       | Jason Burnett Canada      | 7.9 | 8.0 | 7.9 | 8.0 | 8.1 | 16.8       |          | 40.70  |
|       | Dong Dong Cina            | 8.2 | 8.2 | 8.0 | 8.0 | 8.3 | 16.2       |          | 40.60  |
| 4     | Tetsuya Sotomura Giappone | 8.0 | 8.1 | 8.1 | 8.0 | 8.1 | 15.6       |          | 39.80  |
| 5     | Yuriy Nikitin Ucraina     | 7.8 | 7.9 | 8.0 | 7.9 | 7.8 | 16.2       |          | 39.80  |
| 6     | Dmitry Ushakov Russia     | 7.7 | 7.6 | 8.0 | 7.4 | 7.5 | 16.0       |          | 38.80  |
| 7     | Alexander Rusakov Russia  | 7.5 | 7.5 | 7.2 | 7.3 | 7.7 | 16.2       |          | 38.50  |
| 8     | Mikalai Kazak Bielorussia | 7.1 | 7.2 | 7.4 | 7.6 | 7.5 | 16.0       |          | 38.10  |